# Villers-Bocage (Calvados)
 Villers-Bocage  es una población y comuna francesa, situada en la región de Normandía, departamento de Calvados, en el distrito de Caen y cantón de Villers-Bocage (Calvados).

## Demografía
| 1 121 | 1 010 | 1 223 | 1 177 | 1 178 | 1 178 | 1 146 | 1 134 | 1 127 | 1 105 | 1 156 | 1 155 | 1 147 | 1 139 | 1 084 | 1 147 | 1 057 | 1 104 | 1 047 | 1 073 | 1 141 | 1 039 | 1 060 | 1 093 | 1 202 | 743 | 1 431 | 1 825 | 1 985 | 2 317 | 2 623 | 2 845 | 2 904 |
| Para los censos de 1962 a 1999 la población legal corresponde a la población sin duplicidades (Fuente: INSEE [Consultar]) |       |       |       |       |       |       |       |       |       |       |       |       |       |       |       |       |       |       |       |       |       |       |       |       |     |       |       |       |       |       |       |       |